# Jens Hundseid
Jens Valentinsen Hundseid (Vikedal, 6 mei 1883 – Oslo, 2 april 1965) was een Noors politicus. Hij was van 1932 tot 1933 premier van Noorwegen. Tijdens de Tweede Wereldoorlog sloot hij zich aan bij de met de nazi's collaborerende Nasjonal Samling. Na de oorlog werd hij veroordeeld tot tien jaar gevangenisstraf.

## Levensloop
Hundseid werd geboren in een boerengezin en bezocht de Landbouwuniversiteit van Noorwegen. Na zijn afstuderen gaf hij les op verschillende scholen. In 1912 trouwde hij met een boerendochter. Vanaf 1913 nam hij het beheer van de familieboerderij op zich.
Na de vorming van Boerenpartij in 1920 sloot Hundseid zich daarbij aan. In 1918 had hij zich al tevergeefs kandidaat gesteld voor het parlement namens de Noorse Agrarische Organisatie, een grote boerenbelangenorganisatie. Na nog een mislukte poging in 1921 werd Hundseid in 1924 toch in het parlement gekozen. Hij diende onder ander in de commissies voor sociale zaken en die voor bosbeheer. In 1926 kwam hij in het bestuur van de Boerenpartij. Nog datzelfde jaar wees de partij hem aan als tweede man achter Kristoffer Høgset. In 1929 volgde hij Høgset op als partijleider.
In het parlement botste Hundseid vaak met de Arbeidersparij op het punt van werkloosheid, omdat hij vond dat werklozen meer konden doen om een baan te bemachtigen. Financiële hulp wilde hij beperken tot de noodzakelijke voedselsteun. Ook zijn relatie met Johan Ludwig Mowinckel van de Liberale Partij was vaak gespannen.
In 1931 werd er een kabinet gevormd waarbij de Boerenpartij de premier leverde. Hundseid was te omstreden. Daarom schoof de Boerenpartij Peder Kolstad naar voren. Na de dood van Kolstad een jaar later volgde Hundseid hem op. Kolstad had Vidkun Quisling opgenomen in zijn kabinet als minister van Defensie. Hundseid was hem liever kwijt dan rijk, maar Quisling kon op veel steun rekenen onder andere ministers, waardoor Hundseid hem handhaafde als minister. In april 1932 viel Quisling de Arbeiderspartij frontaal aan in het kabinet. De daarop volgende motie van wantrouwen tegen het kabinet van Hundseid haalde geen meerderheid.
In de zomer van 1932 gaf Hundseid de diplomaat Fritz Wedel Jarlsberg toestemming om te onderhandelen met Denemarken over Oost-Groenland, waar beiden landen een claim op hadden. Noorwegen was bereid haar claim op het gebied om te geven in ruil voor behoud van visrechten. De onderhandelingen kwamen pas naar buiten nadat Noorwegen het geschil verloor bij het Internationaal Gerechtshof. Hundseid was toen al premier af, maar kreeg desondanks veel kritiek te verduren. Mowinckel volgde hem op voor zijn derde termijn als premier.
Hundseids kabinet kwam in maart 1933 ten val vanwege een motie van afkeuring die zowel gesteund werd door de Liberalen als de Arbeiderspartij vanwege zijn economische beleid. Mowinckel volgde hem op en begon aan zijn derde termijn als premier.
Na de Duitse inname van Noorwegen in april 1940 werd Hundseid benaderd door een vertegenwoordiger van het Reichskommissariat of hij geen leiding wilde geven aan een nieuwe boerenorganisatie die op de nazileest geschoeid zou zijn. Hundseid bedankte voor het aanbod. In de herfst van 1940 nodigde staatsraad Sverre Riisnæs hem uit voor een gesprek, waarin hij de voormalige premier een verklaring voorlegde waarin Hundseid verklaarde lid te worden van de Nasjonal Samling, de partij van Quisling die nauw met de Duitse bezetter samenwerkte. Hundseid tekende de verklaring, maar distantieerde zich na de oorlog ervan. Tegelijkertijd waren een flink aantal antisemitische uitlatingen uit zijn mond opgetekend, waaronder de bewering dat Joden "geen echte Noren" waren".
Hundseid werd een dag na de bevrijding van Noorwegen, op 9 mei 1945, gearresteerd en aangeklaagd op vijf punten. Zo nam de aanklager Hundseid kwalijk dat hij was toegetreden tot de Nasjonal Samling en dat hij andere mensen onder druk had gezet om ook lid te worden. Daarnaast had hij vijfduizend Noorse Kronen beloofd aan familieleden van Noren die in Duitse dienst aan het Oostfront sneuvelden. In eerste instantie veroordeelde de rechtbank Hundseid tot twaalf jaar strafarbeid. Die straf stelde het Hooggerechtshof bij naar tien jaar. Ook werd een groot deel van zijn vermogen in beslag genomen. Uiteindelijk zat Hundseid vier jaar van zijn straf uit.